# Elsinoë heveae
Elsinoë heveae är en svampart som beskrevs av Bitanc. & Jenkins 1956. Elsinoë heveae ingår i släktet Elsinoë och familjen Elsinoaceae.   Inga underarter finns listade i Catalogue of Life.